# 奥山美香
奥山 美香（おくやま みか、1971年11月7日 - ）は、福島放送(KFB)の元アナウンサー。現在の本名は織田 美香（おだ みか）。

## 経歴
宮城県仙台市出身。宮城教育大学卒業後、1993年にKFB入社。KFB在籍中に結婚し、その後も仕事を続けていたが妊娠。結構お腹が大きくなるまでニュース読んでいたが、出産するため退社した。

## 担当していた番組
- ふくしまニュース1番街（新人研修中の1993年3月には天気予報を担当、後にサブキャスターに）
- あいうえお天気目玉焼Lサイズ（リポーター）
- 八波一起のTVイーハトーブ（KFB代表アナ）
- ふくしまスーパーJチャンネル
- 1世代前の福島放送のオープニングとエンディングのナレーション